# Крістіан Беркі
Крістіан Беркі (угор. Berki Krisztián, 18 березня 1985) — угорський гімнаст, олімпійський чемпіон. Триразовий чемпіон світу у вправах на коні. Багаторазовий чемпіон та призер чемпіонату Європи. Спортсмен 2010, 2011 та 2014 років в Угорщині.

## Біографія
Одружений. Має доньку Лію 2014 року народження.

## Спортивна кар'єра
Спортивною гімнастикою займається з п'яти років, бере участь у змаганнях з дванадцяти.
В 2002 році отримав важку травму щиколотки, після якої змушений був відмовитись від багатоборства та сконцентруватися на вправі на коні.
У 2005 році у 21-річному віці на домашньому чемпіонаті Європи в Дебрецені здобув перемогу у вправі на коні. Перший титул чемпіонату світу вдалось здобути на чемпіонаті світу 2010 року.
На  Олімпійських іграх 2012 в Лондоні, Велика Британія, у вправі на коні здобув впевнену перемогу, випередивши британського гімнаста Луїса Сміта.
Сподівався захистити титул олімпійського чемпіона на Олімпійських іграх 2016 в Ріо-де-Жанейро, Бразилія, однак у березні 2015 році був прооперований через травму плеча, без повного відновлення брав участь в кваліфікаційному чемпіонаті світу 2015 року, де не потрапив до фінальних змагань, зупинившись на одинадцятій позиції, та не здобув індивідуальної олімпійської ліцензії.
Повернувся до змагань 2017 року, здобувши срібло чемпіонату Європи в польському Щецині. Проте хронічні проблеми з плечима призвели до трьох операцій протягом 2017 - 2019 років, після яких повністю відновитися не вдалось, тому у лютому 2021 року оголосив про завершення спортивної кар'єри.
Спеціально для Крістофера в федерації спортивної гімнастики Угорщини відкрили посаду спортивного менеджера, де накопичений досвід передаватиме молодому поколінню угорських гімнастів.

## Результати на турнірах
| Рік  | Змагання         | КБ | ІБ | Вільні вправи | Кінь | Кільця | Опорний стрибок | Паралельні бруси | Перекладина |
| ---- | ---------------- | -- | -- | ------------- | ---- | ------ | --------------- | ---------------- | ----------- |
| 2004 | Чемпіонат Європи |    |    |               | 3    |        |                 |                  |             |
| 2005 | Чемпіонат Європи |    |    |               | 1    |        |                 |                  |             |
| 2007 | Чемпіонат Європи |    |    |               | 1    |        |                 |                  |             |
| 2007 | Чемпіонат світу  |    |    |               | 2    |        |                 |                  |             |
| 2008 | Чемпіонат Європи |    |    |               | 1    |        |                 |                  |             |
| 2009 | Чемпіонат Європи |    |    |               | 1    |        |                 |                  |             |
| 2009 | Чемпіонат світу  |    |    |               | 2    |        |                 |                  |             |
| 2010 | Чемпіонат світу  |    |    |               | 1    |        |                 |                  |             |
| 2011 | Чемпіонат Європи |    |    |               | 1    |        |                 |                  |             |
| 2011 | Чемпіонат світу  |    |    |               | 1    |        |                 |                  |             |
| 2012 | Чемпіонат Європи |    |    |               | 1    |        |                 |                  |             |
| 2012 | Олімпійські ігри |    |    |               | 1    |        |                 |                  |             |
| 2013 | Чемпіонат Європи |    |    |               | 2    |        |                 |                  |             |
| 2013 | Чемпіонат світу  |    |    |               | 24   |        |                 |                  |             |
| 2014 | Чемпіонат Європи |    |    |               | 2    |        |                 |                  |             |
| 2014 | Чемпіонат світу  |    |    |               | 1    |        |                 |                  |             |
| 2015 | Чемпіонат світу  |    |    |               | 11   |        |                 |                  |             |
| 2017 | Чемпіонат Європи |    |    |               | 2    |        |                 |                  |             |

## Виступи на Олімпіадах
| Олімпіада   | Дисципліна | Місце |
| ----------- | ---------- | ----- |
| Лондон 2012 | кінь       | 1     |